# Lista das contracapas da Revista da Armada
Lista das contracapas da Revista da Armada.

## Património Cultural da Marinha - Faróis de Portugal de de Novembro de 2002 a Setembro de 2009

### Ordem Cronológica
- 2002

Novembro
O Aparelho Óptico do Farol do Cabo de S. Vicente, Sul
Farol de Santa Catarina, Norte
- 2003

Agosto - Farol da Guia, Sul
Setembro/Outubro - Farol do Cabo da Roca, Sul
Novembro - Farol de São Julião, Sul
Dezembro - Farol do Bugio, Sul
- 2004

Janeiro - Farol do Cabo Carvoeiro, Norte
Fevereiro - Farol do Cabo Espichel, Sul
Março - Farol da Berlenga, Norte
Abril - Farol do Cabo de São Vicente, Sul
Maio - Farol do Cabo de Santa Maria, Sul
Junho - Farol de Montedor, Norte
Julho - Farol do Cabo Mondego, Norte
Agosto - Farol de Santa Marta, Sul
Setembro/Outubro - Farol de São Lourenço, Madeira
Novembro - Farol da Ponta do Arnel, Açores
Dezembro - Farol de Aveiro, Norte
- 2005

Janeiro - Farol da Ferraria, Açores
Fevereiro - Farol do Penedo da Saudade, Norte
Março - Farol de Leça, Norte
Abril - Farol da Ponta da Piedade, Sul
Maio - Farol de Vila Real de Santo António, Sul
Junho - Farol de Alfanzina, Sul
Julho - Farol do Cabo Sardão, Sul
Agosto - Farol da Ponta do Pargo, Madeira
Setembro/Outubro - Farol do Albarnaz, Açores
Novembro - Farol do Gonçalo Velho, Açores
Dezembro - Farol da Ponta da Barca, Açores
- 2006

Janeiro - Farol das Contendas, Açores
Fevereiro - Farol da Ponta da Ilha, Açores
Março - Farol da Ponta das Lages, Açores
Abril
Farol do Esteiro, Sul
Farol da Gibalta, Sul
Farol da Mama, Sul
Maio - Farol de Sagres, Sul
Junho - Farol do Forte do Cavalo, Sul
Junho - Farol do Cabo Raso, Sul
Julho - Farol do Regufe, Norte
- 2009

Setembro/Outubro (pag. 16) - Farol de Cacilhas, Sul

### Ordem Alfabética
- Farol do Albarnaz, Açores - Setembro/Outubro/2005
- Farol de Alfanzina, Sul - Junho/2005
- Farol da Ponta do Arnel, Açores - Novembro/2004
- Farol de Aveiro, Norte - Dezembro/2004
- Farol da Ponta da Barca, Açores - Dezembro/2005
- Farol da Berlenga, Norte - Março/2004
- Farol do Bugio, Sul - Dezembro/2003
- Farol do Cabo Carvoeiro, Norte - Janeiro/2004
- Farol de Cacilhas, Sul - Setembro/Outubro/2009
- Farol das Contendas, Açores - Janeiro/2006
- Farol do Cabo Espichel, Sul - Fevereiro/2004
- Farol do Esteiro, Sul - Abril/2006
- Farol da Ferraria, Açores - Janeiro/2005
- Farol do Forte do Cavalo, Sul - Junho/2006
- Farol da Gibalta, Sul - Abril/2006
- Farol do Gonçalo Velho, Açores - Novembro/2005
- Farol da Guia, Sul - Agosto/2003
- Farol da Ponta da Ilha, Açores - Fevereiro/2006
- Farol da Ponta das Lages, Açores - Março/2006
- Farol de Leça, Norte - Março/2005
- Farol da Mama, Sul - Abril/2006
- Farol do Cabo Mondego, Norte - Julho/2004
- Farol de Montedor, Norte - Junho/2004
- Farol da Ponta do Pargo, Madeira - Agosto/2005
- Farol do Penedo da Saudade, Norte - Fevereiro/2005
- Farol da Ponta da Piedade, Sul - Abril/2005
- Farol do Cabo Raso, Sul - Junho/2006
- Farol do Regufe, Norte - Julho/2006
- Farol do Cabo da Roca, Sul - Setembro/Outubro/2003
- Farol de Sagres, Sul - Maio/2006
- Farol de Santa Catarina, Norte - Novembro/2002
- Farol do Cabo de Santa Maria, Sul - Maio/2004
- Farol de Santa Marta, Sul - Agosto/2004
- Farol de São Julião, Sul - Novembro/2003
- Farol de São Lourenço, Madeira - Setembro/Outubro/2004
- Farol do Cabo de São Vicente, Sul - Abril/2004
- Farol do Cabo Sardão, Sul - Julho/2005
- Farol de Vila Real de Santo António, Sul - Maio/2005